# Conflictos modernos
Conflictos modernos es una serie de televisión de comedia dramática antológica argentina emitida por Canal 9. La trama se centra en distintas historias que tienen como punto de partida situaciones relacionadas a la adquisición de los derechos legales recientes y a la falta de otros que no están legislados. Cada episodio está protagonizada por un elenco de actores diferente. La serie se estrenó el 14 de diciembre de 2015.

## Sinopsis
La historia de cada episodio se centra en la vida de un grupo distinto de personas que se ven interpelados por diferentes temáticas sociales que incluyen transexualidad, matrimonio igualitario, violencia de género, inseminación artificial, diferencia de clase social, crianza compartida, teletrabajo, maternidad, infidelidad, redes sociales, secuestro extorsivo, vientre de alquiler y búsqueda de pareja por internet.

## Reparto
- Juan Leyrado como Rubén Fossatti / Alejandra (Episodio 1)
- Jorge Marrale como Mario Gutiérrez (Episodio 1)
- Eliseo Barrionuevo como Tomás Gutiérrez (Episodio 1)
- Rodrigo Noya como José Gutiérrez (Episodio 1)
- Inés Palombo como Lourdes (Episodio 1)
- Florencia Peña como Julia Martínez (Episodio 2)
- Pablo Rago como Diego Acosta (Episodio 2)
- Boy Olmi como Patricio Lara Mendiberri (Episodio 2)
- Maju Lozano como Silvia (Episodio 2)
- Mariana Prommel como Amiga de Julia (Episodio 2) / Emilia Lombardi (Episodio 10)
- Gabriel Schultz como Mike (Episodio 2)
- Luciano Castro como Damián (Episodio 3)
- Agustina Cherri como Solana (Episodio 3)
- Susana Pampín como Mamá de Solana (Episodio 3)
- Paula Kohan como Teresa (Episodio 3)
- Gastón Pauls como Marcelo (Episodio 4)
- Eleonora Wexler como Juliana (Episodio 4)
- Marcela Kloosterboer como Sandra (Episodio 4)
- Edda Díaz como Clara (Episodio 4) / Matilde (Episodio 10)
- Mónica Galán como Mamá de Juliana (Episodio 4)
- Ricardo Merkin como Eduardo (Episodio 4)
- Ricardo Díaz Mourelle como Papá de Juliana (Episodio 4)
- Osvaldo Laport como Casola (Episodio 5)
- Romina Ricci como María (Episodio 5)
- Pilar Gamboa como María (Episodio 5)
- Violeta Urtizberea como Patricia Romano (Episodio 6)
- Jorgelina Aruzzi como Fabiana (Episodio 6)
- Nicolás Pauls como Marcelo López (Episodio 6) / Martín Torres (Episodio 12)
- Muriel Santa Ana como Mariana (Episodio 7)
- Marita Ballesteros como Silvia (Episodio 7) / Liliana (Episodio 12)
- Diego Gentile como Santiago (Episodio 7)
- Hernán Jiménez como Ortiz (Episodio 7)
- Marcela Ferradás como Raquel (Episodio 7)
- Rafael Ferro como Nicolás (Episodio 8)
- Valentina Bassi como Agustina (Episodio 8)
- Nacho Gadano como Milver (Episodio 8)
- Virginia Innocenti como Ángela (Episodio 9)
- Fabián Vena como Gonzalo (Episodio 9)
- Gimena Accardi como Claudia Suárez (Episodio 9)
- Elías Viñoles como Mateo (Episodio 9)
- Roberto Carnaghi como Alberto Lemos (Episodio 10)
- Maximiliano Ghione como Mauro Andrizzi (Episodio 10)
- Valeria Lois como Paola Lombardi (Episodio 10)
- Damián Dreizik como Sebastián Lemos (Episodio 10)
- Javier Drolas como Alejandro (Episodio 10) / Federico (Episodio 12)
- Pablo Fabregas como Pablo (Episodio 10)
- Sebastián Fernández como Fernando (Episodio 10)
- Viviana Saccone como Ximena Duggan (Episodio 11)
- Carlos Santamaría como Adrián (Episodio 11)
- Malena Sánchez como Sofía Duggan (Episodio 11)
- Fabián Arenillas como Detective (Episodio 11)
- María Abadi como Lucía Torres (Episodio 12)
- Ezequiel Tronconi como Maxi (Episodio 12)
- Carlos Portaluppi como Horacio (Episodio 13)
- Emilia Mazer como Catalina (Episodio 13)
- Candela Vetrano como Luciana (Episodio 13)
- Celina Font como Raquel (Episodio 13)
- Thelma Fardín como Mariana (Episodio 13)

## Episodios
| N.º | Título                | Dirigido por | Escrito por                         | Fecha de emisión original | Audiencia (millones) |
| --- | --------------------- | ------------ | ----------------------------------- | ------------------------- | -------------------- |
| 1   | «Alejandra»           | Rodolfo Cela | Rodolfo Cela                        | 14 de diciembre de 2015   | 2.8                  |
| 2   | «Jueza de paz»        | Rodolfo Cela | Rodolfo Cela                        | 15 de diciembre de 2015   | 2.7                  |
| 3   | «Algo habrán hecho»   | Rodolfo Cela | Julieta Steinberg                   | 16 de diciembre de 2015   | 2.9                  |
| 4   | «Bien común»          | Rodolfo Cela | Sabrina Farji                       | 17 de diciembre de 2015   | 2.8                  |
| 5   | «María y María»       | Rodolfo Cela | Rodolfo Cela                        | 18 de diciembre de 2015   | 2.8                  |
| 6   | «Nahuel»              | Rodolfo Cela | Rodolfo Cela                        | 21 de diciembre de 2015   | 1.9                  |
| 7   | «Hogar, dulce hogar»  | Rodolfo Cela | Victoria Comune y Julieta Steinberg | 22 de diciembre de 2015   | 2.1                  |
| 8   | «Postergar»           | Rodolfo Cela | Sabrina Farji                       | 23 de diciembre de 2015   | 3.1                  |
| 9   | «Mateo»               | Rodolfo Cela | Rodolfo Cela                        | 28 de diciembre de 2015   | 2.2                  |
| 10  | «Telecomunicaciones»  | Rodolfo Cela | Julieta Steinberg y Andrés Rapoport | 29 de diciembre de 2015   | 3.2                  |
| 11  | «Casa de cristal»     | Rodolfo Cela | Luciano Cocciardi y Lila Navarro    | 30 de diciembre de 2015   | 2.4                  |
| 12  | «Un gran favor»       | Rodolfo Cela | Julieta Steinberg y Andrés Rapoport | 4 de enero de 2016        | 2.4                  |
| 13  | «Una novia para papá» | Rodolfo Cela | Julieta Steinberg y Andrés Rapoport | 5 de enero de 2016        | 2.7                  |

## Premios y nominaciones
| Lista de premios y nominaciones | Lista de premios y nominaciones | Lista de premios y nominaciones        | Lista de premios y nominaciones | Lista de premios y nominaciones | Lista de premios y nominaciones |
| Año                             | Organización                    | Categoría                              | Nominado/a(s)                   | Resultado                       | Ref(s)                          |
| ------------------------------- | ------------------------------- | -------------------------------------- | ------------------------------- | ------------------------------- | ------------------------------- |
| 2016                            | Premios Martín Fierro           | Mejor actriz de unitario y/o miniserie | Eleonora Wexler                 | Nominada                        | [ 18 ]                          |
| 2016                            | Premios Lola Mora               | TV ficción                             | Conflictos modernos             | Nominado                        | [ 19 ]                          |